# Lago Karakul (China)

O lago Karakul (que em quirguiz, significa, «lago negro»; chinês tradicional: 喀拉库勒湖 o  喀拉湖 - 'Karakuli') é um pequeno lago da República Popular da China  situado a cerca de 200 km da cidade de Kashgar, no extremo ocidental da província de Sinquião. Fica dentro da Prefeitura Autónoma Quirguiz de Kizilsu, na estrada do Caracórum.
Está localizado à altitude de 3652 m e é o lago mais alto da meseta das montanhas Pamir. Rodeado de montanhas com neves perpétuas, os três picos visíveis mais altos a partir do lago são o Muztagh Ata (7546 m), o Kongur (7649 m) e o Kongur 9 (7530 m).
É um lago de água salgada de origem tectónica, com uma área total de 4,8 km² e uma profundidade máxima de 242 metros. É lugar de destino para muitos viajantes, tanto pela beleza da paisagem como pela água transparente. Há nas suas margens duas localidades povoadas pelos quirguizes.